# Taurobolium

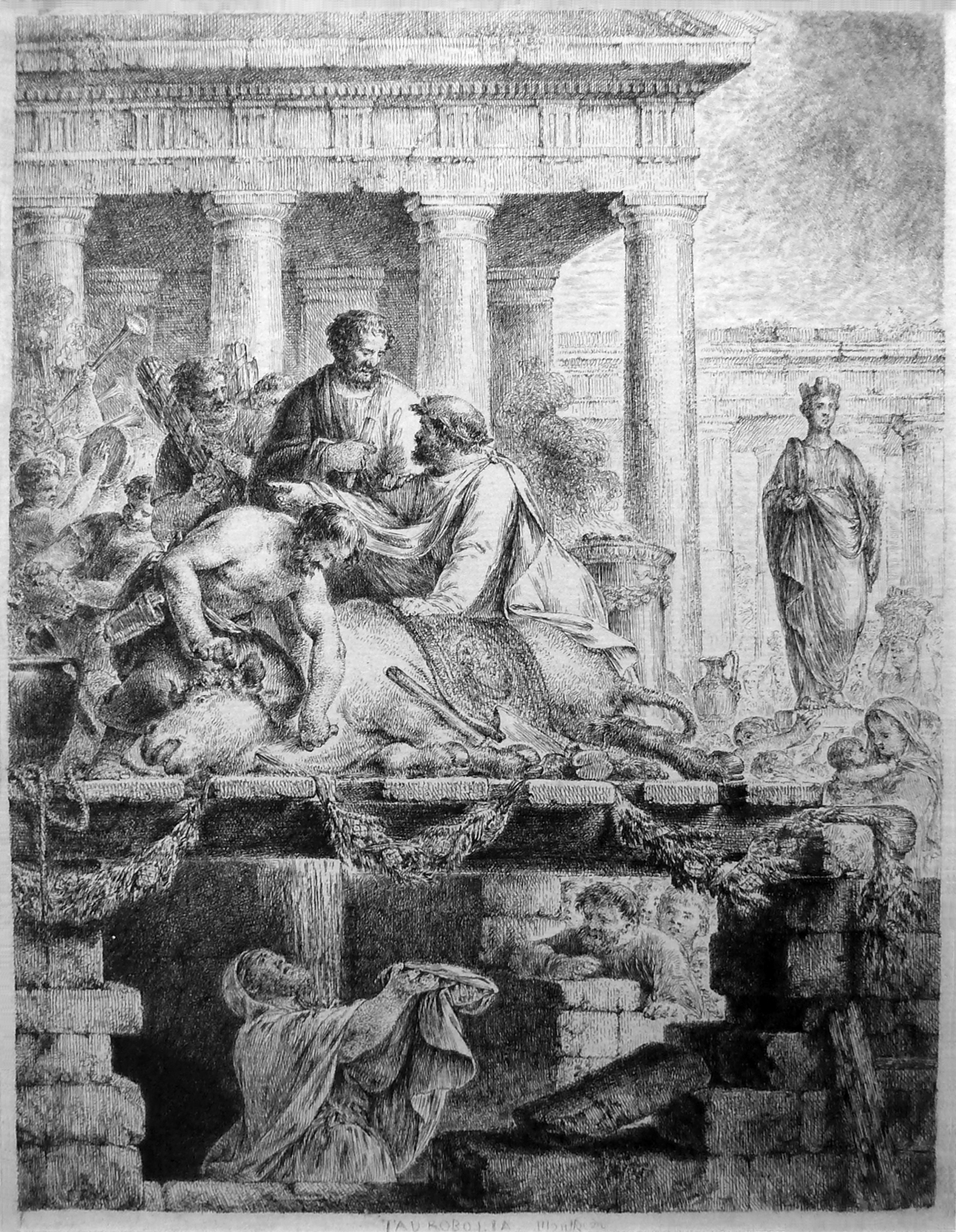
Bernhard Rode, Taurobolium, oder Weihung der Priester der Cybele unter Antoninus Pius, um 1780

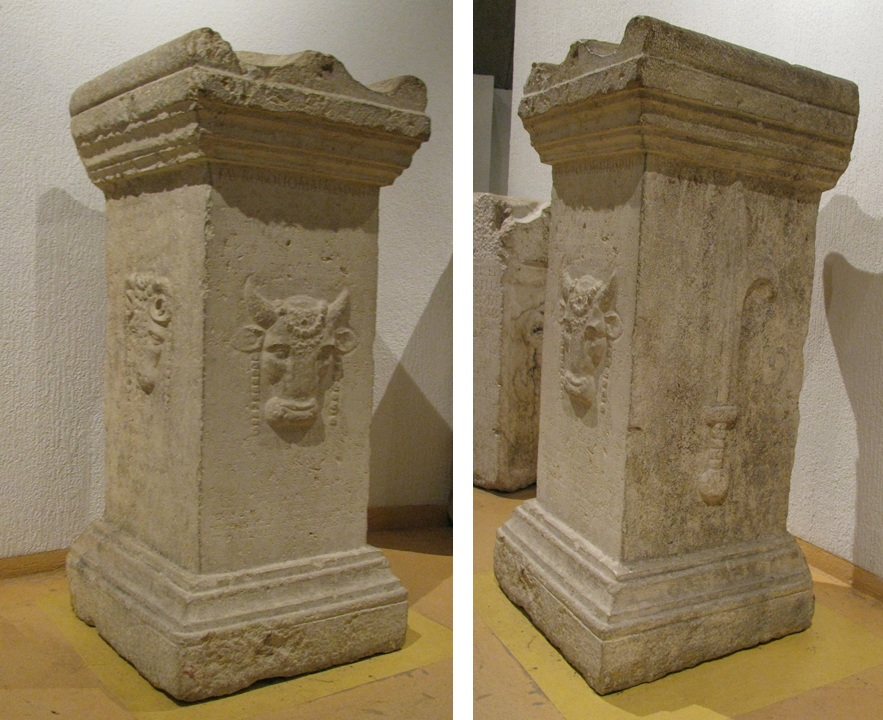
Taurobolium-Altar von Lyon

Als Taurobolium wurde im antiken Rom das rituelle Opfern eines Stiers im Kybelekult bezeichnet.
Es war seit dem 1. Jahrhundert n. Chr. bekannt. Ursprünglich diente es dazu, die Lebenskraft des Opfertiers zu übertragen. Im vierten Jahrhundert wurde es dann mit Vorstellungen von Weihe und Wiedergeburt verknüpft.
Das Taurobolium wird oft als eine kunstvolle Zeremonie dargestellt, in der sich der Stier auf einem Holzgitter befand und der zu Weihende darunter in einer Grube, so dass er während der Opferung vom Blut des Opfertiers durchnässt wurde. Diese Beschreibung beruht im Wesentlichen auf einem christlichen Märtyrergedicht des Prudentius im Liber Peristephanon:
Durch die tausend Ritzen des Holzes rinnt der blutige Tau in die Grube. Der Geweihte bietet sein Haupt all den blutigen Tropfen dar, er setzt seine Kleider und seinen ganzen Körper aus, die sie besudeln. Er beugt sich rücklings, damit sie seine Wangen, seine Ohren, seine Lippen, seine Nase treffen; er benetzt seine Augen mit dem Nass, ja er schont nicht einmal seinen Gaumen, sondern fängt das schwarze Blut mit der Zunge auf und trinkt es gierig.
Da das Ritual hier als eine Art pervertierter Taufe erscheint, ist die Zuverlässigkeit dieser Quelle mit Vorsicht zu bewerten.
In einer Inschrift auf dem Taurobolium-Altar von Lyon aus dem Jahr 160 wird auf einen Mons Vaticanus Bezug genommen, zu dem die abgetrennten Hoden des Stieres gebracht wurden. Auch auf dem Vatikan unter dem Petersdom in Rom wurden Inschriften von Taurobolien gefunden, und in einer Inschrift aus Mainz-Kastel, dem antiken Mogontiacum, wird berichtet, dass im Jahr 236 das Kollegium der hastiferi („Speerträger“) einen eingefallenen Vatikanberg (montem Vaticanum vetustate conlabsum) wiederhergestellt habe. Unklar bleibt, worum genau es sich bei diesen anscheinend mit dem Taurobolium bzw. dem Kult der Kybele verknüpften Vatikanbergen gehandelt hat, d. h. ob es sich um künstliche Hügel, Grottenheiligtümer, Bauwerke oder eine Art Tempel gehandelt hat.
Das analoge Ritual, bei dem statt eines Stieres ein Widder geopfert wird, bezeichnet man als Kriobolium.